# Pawel Tscharnawok
Pawel Leanidawitsch Tscharnawok (belarussisch Павел Леанідавіч Чарнавок, russisch Павел Леонидович Черноок/Pawel Leonidowitsch Tschernook; * 28. September 1986 in Nawapolazk, Weißrussische SSR) ist ein belarussischer Eishockeyspieler, der seit Juli 2012 beim HK Dinamo Minsk in der Kontinentalen Hockey-Liga unter Vertrag steht und seit 2014 parallel beim HK Schachzjor Salihorsk in der belarussischen Extraliga zum Einsatz kommt.

## Karriere
Pawel Tscharnawok begann seine Karriere als Eishockeyspieler in der Perwaja Liga, der dritten russischen Spielklasse, in der er von 2002 bis 2004 jeweils ein Jahr lang für MGU Moskau sowie die zweite Mannschaft des HK ZSKA Moskau aktiv war. In der Saison 2003/04 bestritt er zudem ein Spiel für den HK Junior Minsk in der belarussischen Extraliga. Von 2004 bis 2008 lief der Verteidiger für den Extraliga-Teilnehmer Chimik-SKA Nawapolazk aus seiner Heimatstadt auf. Von 2008 bis 2010 spielte er für den HK Keramin Minsk. Zur Saison 2010/11 wechselte der Rechtsschütze erneut innerhalb der Extraliga, diesmal zum HK Schachzjor Salihorsk.

### International
Für Belarus nahm Tscharnawok im Juniorenbereich an den U18-Junioren-Weltmeisterschaften 2003 und 2004 sowie der U20-Junioren-Weltmeisterschaft der Division I 2006 teil. Im Seniorenbereich stand er erstmals bei der Weltmeisterschaft 2012 im Aufgebot seines Landes.

## Erfolge und Auszeichnungen
- 2006 Aufstieg in die Top-Division bei der U20-Junioren-Weltmeisterschaft der Division I